# Moein Al Bastaki

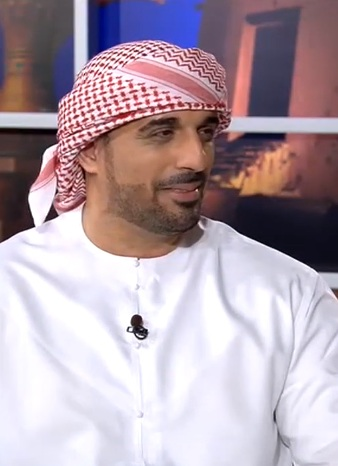
Moein Al Bastaki w 2019 roku w telewizji Fujairah TV

Moein Al Bastaki (ur. w Dubaju) – emiracki iluzjonista, prezenter telewizyjny i menadżer bankowy.

## Życiorys
Urodził się w Dubaju w Zjednoczonych Emiratach Arabskich.
Pierwszych sztuczek iluzjonistycznych nauczył się od swojego dziadka. W dzieciństwie inspirował się Davidem Copperfieldem, którego występy oglądał na kasetach VHS. Ukończył studia z tytułem Master of Business Administration. W grudniu 2022 roku oświadczył, że nadal pracuje jako menadżer w banku, choć był już znanym zawodowym iluzjonistą. 
Jako iluzjonista wyróżnił się elementami humorystycznymi i tym, że w swoich pokazach wykorzystywał nowoczesną technologię w celu osiągnięcia lepszych efektów wizualnych. Jedną z jego najsłynniejszych sztuczek było zniknięcie wieżowca Burdż Chalifa. Charakterystyczne dla niego stały się też iluzje związane z lewitacją.
Był gościem programów telewizyjnych na kanałach MBC i Dubai One w Zjednoczonych Emiratach Arabskich, a także na zagranicznych kanałach, takich jak BBC World News, Al Arabia, CNN, Orbit TV, CNBC i Qatar TV.
W 2017 roku razem z Nathalie Mamo zaczął prowadzić arabski program telewizyjny WWE Wal3ooha na kanale OSN Sports, w którym prezentowane są fragmenty walk wrestlerskich na galach WWE
W grudniu 2022 roku ogłoszono, że przygotowuje produkcję dla Netflixa zatytułowaną The Arabian Mirage: East Meets West.